# Roberto Olinto

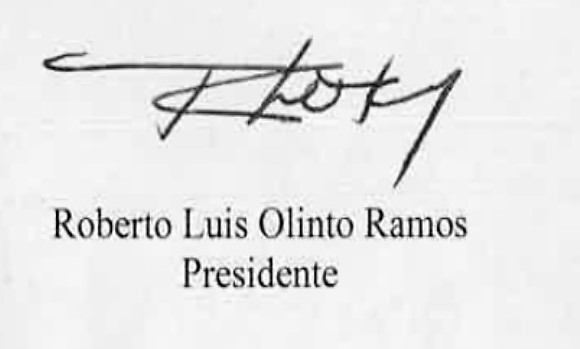
Assinatura como Presidente do IBGE.

Roberto Luis Olinto Ramos é um engenheiro de sistemas brasileiro. Funcionário de carreira do Instituto Brasileiro de Geografia e Estatística (IBGE) e presidente do Instituto entre 1 de junho de 2017 e 1 de fevereiro de 2019.

## Biografia
Graduado em engenharia de sistemas, Roberto fez carreira no IBGE desde 1980 e foi diretor de pesquisas em 2014. Em 2017, assumiu a presidência do instituto, ficando na presidência até 2019.